# 6575 Slavov
6575 Slavov (1978 PJ2) là một tiểu hành tinh vành đai chính được phát hiện ngày 8 tháng 8 năm 1978 bởi N. S. Chernykh ở Đài vật lý thiên văn Crimean.